# Сон Пом Кин
Сон Пом Кин (кор. 송범근, нар. 15 жовтня 1997, Соннам) — південнокорейський футболіст, воротар клубу «Чонбук Хьонде Моторс».
Виступав, зокрема, за клуб «Чонбук Хьонде Моторс», а також національну збірну Південної Кореї.

## Клубна кар'єра
Народився 15 жовтня 1997 року в місті Соннам.
У дорослому футболі дебютував 2018 року виступами за команду «Чонбук Хьонде Моторс», кольори якої захищає й донині.

## Виступи за збірні
У 2016 році дебютував у складі юнацької збірної Південної Кореї (U-19), загалом на юнацькому рівні взяв участь у 3 іграх, пропустивши 4 голи.
Протягом 2017–2020 років залучався до складу молодіжної збірної Південної Кореї. На молодіжному рівні зіграв у 13 офіційних матчах, пропустив 13 голів.
З 2021 року захищає кольори олімпійської збірної Південної Кореї. У складі цієї команди провів 3 матчі, пропустив 1 гол. У складі збірної — учасник футбольного турніру на Олімпійських іграх 2020 року у Токіо.
У 2022 році дебютував в офіційних матчах у складі національної збірної Південної Кореї.
У складі збірної — учасник чемпіонату світу 2022 року у Катарі.